# St Dogmaels
St Dogmaels (velšsky Llandudoch) je obec na severu hrabství Pembrokeshire v jihozápadním Walesu. Leží v estuáru řeky Teifi. V roce 2011 zde žilo 1353 obyvatel. Nachází se zde zřícenina kláštera z dvanáctého století. Klášter krátce fungoval i po rušení klášterů, avšak nakonec byl opuštěn. Partnerským sídlem St Dogmaels je francouzská obec Trédarzec.